# Stéphanie Bodet
Stéphanie Bodet (ur. 14 marca 1976 w Limoges w departamencie Haute-Vienne) – francuska wspinaczka sportowa. Specjalizowała się w boulderingu oraz w prowadzeniu. Wicemistrzyni Europy we wspinaczce sportowej w konkurencji prowadzenie z 2000 roku.

## Kariera
W 2000 na mistrzostwach Europy w niemieckim Monachium wywalczyła srebrny medal we wspinaczce sportowej w konkurencji prowadzenie, w finale przegrała z Niemką Katrin Sedlmayer. Na mistrzostwach Europy w 1996 w Paryżu zdobyła brązowy medal we wspinaczce sportowej  wspólnie z Rosjanką Wierą Czereszniewą w konkurencji prowadzenie.
Wielokrotna uczestniczka, medalistka prestiżowych zawodów wspinaczkowych Rock Master we włoskim Arco, gdzie zdobyła brązowy medal w 1996 roku.
Wielokrotna medalistka mistrzostw Francji we wspinaczce sportowej w konkurencji prowadzenie, które wygrała w 1997 oraz w 2001 roku zdobywając dwa tytuły mistrzyni Francji.

## Osiągnięcia

### Mistrzostwa świata
| Konkurencje | 1995 | 1997 | 1999 |
| Prowadzenie | 16   | 5    | 12   |

### Mistrzostwa Europy
| Konkurencje | 1996 | 1998 | 2000 |
| Prowadzenie | 3    | 4    | 2    |

### Rock Master
| Konkurencje | 1996 | 1998 |
| Prowadzenie | 3    | 4    |

## Życie prywatne
Żona Arnauda Petita (ur. 1971), który również uprawiał wspinaczkę sportową, specjalizował się w konkurencji prowadzenie w 1995 zdobył wicemistrzostwo świata.